# Kiss (London-After-Midnight-Lied)
Kiss ist ein Lied der Dark-Music-Band London After Midnight, das die Band 1995 veröffentlichte. Das Stück wurde nach Sarcifice und Revenge ein weiterer Erfolg für London After Midnight. Es wurde auf diversen Kompilationen präsentiert, als Single ausgekoppelt und avancierte in den 1990er-Jahren zu einem Clubhit in der Schwarzen Szene.

## Hintergrund und Veröffentlichungen
Die um den Sänger und Multiinstrumentalisten Sean Brennan formierte Band London After Midnight griff in der Produktion des Albums Psycho Magnet und der EP Kiss auf Material zurück an dem die Gruppe seit 1991, später gab die Gruppe 1989 an, arbeitete. Musik und Text wurden von Brennan verfasst. Aufgenommen wurde das Album ohne externe Hilfe. Im Jahr 1995 erschien eine erste Version als Teil einer Demo-Kassette. Neben Brennan bestand die Band zum Zeitpunkt der Aufnahme und Veröffentlichung aus dem Keyboarder „Tamlyn“, dem Gitarristen William Warren Skye, dem Schlagzeuger Douglas Avery und dem Bassisten Michael Areklett. Veröffentlicht wurde Kiss dann 1995 als Teil der EP und des Albums über das deutsche Label Apocalyptic Vision. Das Stück wurde auf diversen Kompilationen sowie auf der Vidokompilationen Beauty in Darkness mit einem durch Brennan und „Tamlyn“ produziertem Musikvideo präsentiert.

## Musik und Text
Kiss ist ein atmosphärischer Synth-Rock-Song. Er wurde im 4/4-Takt mit 94 BpM im Grundton Gis-Dur geschrieben. Das Stück gilt als enorm energiegeladen und tanzbar. Markant sind eine repetitive helle Keyboardspur die das Stück einleitet und der simple auf einer synthetischen Basedrum gespielte Rhythmus. Der Text befasst sich mit sexuellem Missbrauch in der römisch-katholischen Kirche. vor diesem Hintergrund wurde der Text aus einer subjektiven Täter-Perspektive verfasst. Dabei wird mit Bezügen zur christlichen Liturgie und Heilslehre eine vermeintliche Liebeserklärung formuliert und eine Beziehung thematisiert, in der Liebe und Hass, Leidenschaft und Qual miteinander verwoben werden. Brennan nutzt bewusst Mehrdeutigkeiten zum Wechsel zwischen den Ebenen und einer Interpretationsoffenheit. So vermengt der Text direkte Provokation, wie eine Täter-Opfer-Umkehr in der Aufforderung das lyrische Ich zur Vergewaltigung „Take me, take me in your arms my love and rape me“ mit einem „lebendigen Bild einer von intensiven Gefühlen geprägten Beziehung, in der Liebe und Hass […] koexistieren.“ Der Text endet vor dem Wiederholen des Refrains mit Zeilen die als Rückzug des Täters in die christliche Gemeinschaft oder als Ausdruck des sexuellen Begehrens interpretiert werden können.

„Innocence stripped away

At least I have the brighter fate

I'm on my knees, I beg your mercy

My soul is my loss, I’m well hung from your cross“

„Unschuld genommen

 immerhin genieße ich das angenehmere Schicksal

 Ich liege auf meinen Knien und erflehe deine Gnade

 Meine Seele ist mein Verlust, ich hänge gut an deinem Kreuz“